# Cupania vernalis
Cupania vernalis là một loài thực vật có hoa trong họ Bồ hòn. Loài này được Cambess. mô tả khoa học đầu tiên năm 1828.

## Hình ảnh

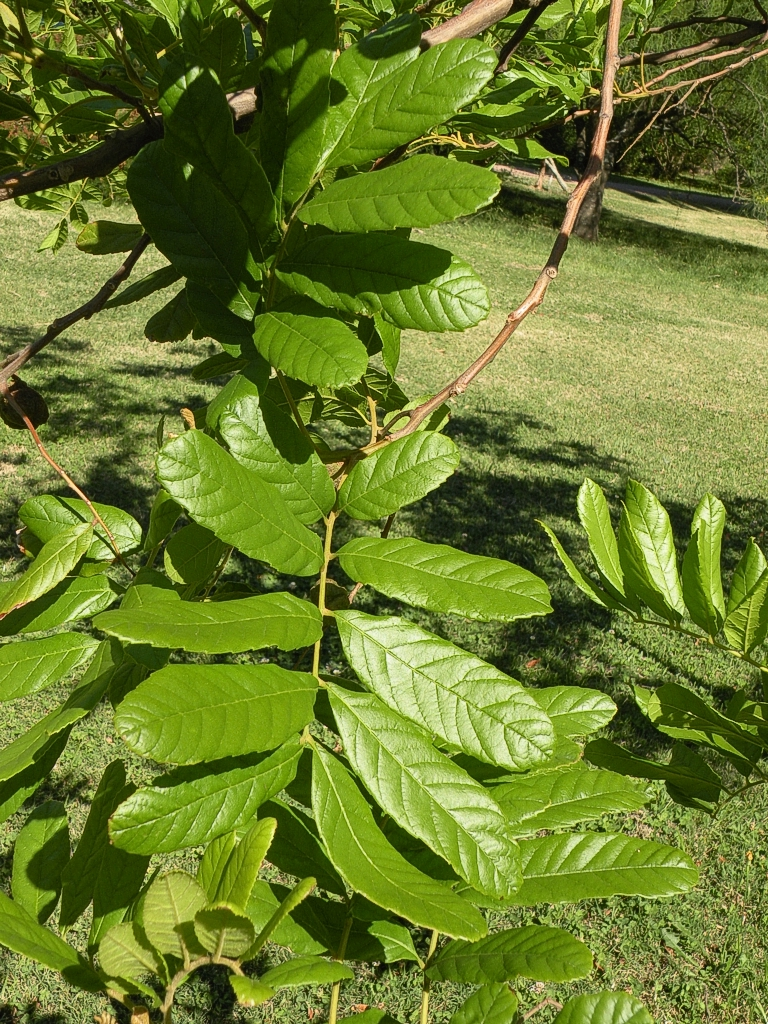
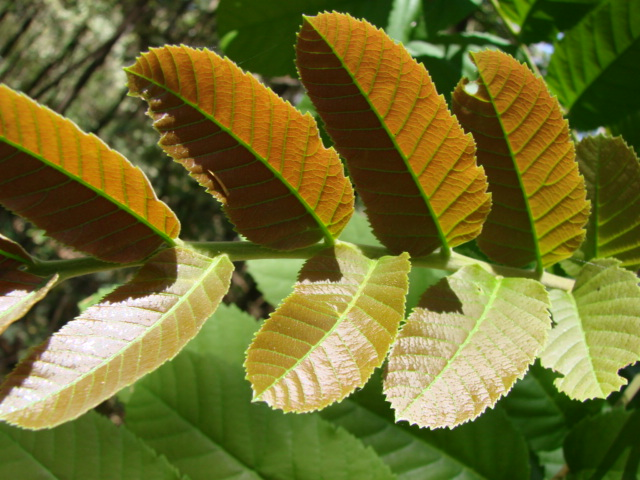